# UNIR Mobilidade
A UNIR é um serviço de transporte público rodoviário da Área Metropolitana do Porto. Anunciado a 24 de março de 2023, as suas operações previstamente se iniciaram oficialmente em outubro do mesmo ano. Entretanto, devidos a vários problemas, a UNIR foi adiado para o início de dezembro.

## Operação
Com o lançamento da UNIR, todas os lotes entraram com a sua numeração nova. Além dos vários problemas sentido com a nova rede, existiu dois casos que provisoriamente mantiveram a numeração e oferta antiga mesmo com o novo serviço, sendo os casos de Matosinhos e Maia. Gradualmente, algumas linhas passavam para a nova rede, com esse cenário a manter-se até ao início de 2025.
A UNIR tem a sua zona de operação dividida em 5 lotes, nas quais se incluem os 17 municípios da Área Metropolitana do Porto que delegaram as suas competências de transporte público rodoviário à mesma. A operação em cada uma das áreas encontra-se concessionada a operadores privados distintos:
| Lote   | Municípios           | Linhas     | Operador                              |
| ------ | -------------------- | ---------- | ------------------------------------- |
| Lote 1 | Matosinhos           | 50xx, 51xx | Vianorbus                             |
| Lote 1 | Maia                 | 60xx       | Vianorbus                             |
| Lote 1 | Trofa                | 63xx       | Vianorbus                             |
| Lote 2 | Santo Tirso          | 66xx       | NEX Continental Holdings / Alsa Porto |
| Lote 2 | Valongo              | 70xx       | NEX Continental Holdings / Alsa Porto |
| Lote 2 | Paredes              | 73xx       | NEX Continental Holdings / Alsa Porto |
| Lote 2 | Gondomar             | 80xx       | NEX Continental Holdings / Alsa Porto |
| Lote 3 | Póvoa de Varzim      | 30xx, 33xx | Porto Mobilidade                      |
| Lote 3 | Vila do Conde        | 35xx       | Porto Mobilidade                      |
| Lote 4 | Vila Nova de Gaia    | 90xx 92xx  | Transportes Beira Douro               |
| Lote 4 | Espinho              | 95xx       | Transportes Beira Douro               |
| Lote 5 | Arouca               | 10xx       | Xerbus                                |
| Lote 5 | Oliveira de Azeméis  | 12xx       | Xerbus                                |
| Lote 5 | São João da Madeira  | 14xx       | Xerbus                                |
| Lote 5 | Vale de Cambra       | 16xx       | Xerbus                                |
| Lote 5 | Santa Maria da Feira | 20xx, 21xx | Xerbus                                |

A operação da UNIR também abrange as ligações ao Porto, que decidiu não delegar as suas competências de transporte público rodoviário à Transportes Metropolitanos do Porto, mantendo as operações municipais da STCP, da qual a UNIR opera em conjunto, tendo ligações de todos os lotes para o Porto e vice-versa.
Além disso, a UNIR também abrange algumas ligações inter-regionais a 9 municípios que ficam de fora da Área Metropolitana do Porto: Aveiro, Castelo de Paiva, Esposende, Estarreja, Famalicão, Lousada, Ovar, Paços de Ferreira e Penafiel:

Lote 1: Famalicão;

Lote 2: Lousada, Paços de Ferreira e Penafiel;

Lote 3: Esposende e Famalicão;

Lote 4: Ovar;

Lote 5: Aveiro, Castelo de Paiva, Estarreja e Ovar

## Linhas
| Linha | Percurso                                                                         | Via                          | Veículo                                                   |
| ----- | -------------------------------------------------------------------------------- | ---------------------------- | --------------------------------------------------------- |
| 1001  | Arouca (CCT) ⇆ Arouca (Cabeçais)                                                 | Tropêço                      | autocarro standard 2 portas                               |
| 1002  | Arouca (CCT) ⇆ S. M. Feira (Interface Lourosa/Fiães)                             |                              | autocarro standard 2 portas                               |
| 1003  | Arouca (CCT) ⇆ S. J. Madeira (CCT)                                               | Escariz                      | autocarro standard 2 portas                               |
| 1004  | Arouca (CCT) ⇆ Porto (Camélias)                                                  | A32                          | autocarro standard 2 portas                               |
| 1005  | Arouca (Chão de Ave) ⇆ Arouca (EBS de Escariz)                                   | Agras                        | autocarro standard 2 portas                               |
| 1006  | O. Azeméis (Carregosa) ⇆ Arouca (Mosteirô)                                       | Cesar                        | autocarro standard 2 portas                               |
| 1007  | Arouca (CCT) ⇆ S. J. Madeira (CCT)                                               | Carregos                     | autocarro standard 2 portas                               |
| 1008  | Arouca (Noninha) ⇆ Arouca (CCT)                                                  |                              | autocarro standard 2 portas                               |
| 1009  | Arouca (CCT) ⇆ Arouca (Canelas)                                                  | Vila Cova                    | autocarro standard 2 portas                               |
| 1010  | Arouca (CCT) ⇆ Arouca (Vila Viçosa)                                              |                              | autocarro standard 2 portas                               |
| 1011  | Arouca (Fuste) ⇆ Arouca (CCT)                                                    |                              | autocarro standard 2 portas                               |
| 1012  | Arouca (Rio de Frades) ⇆ Arouca (CCT)                                            |                              | autocarro standard 2 portas                               |
| 1013  | Arouca (Albergaria da Serra) ⇆ Arouca (CCT)                                      |                              | autocarro standard 2 portas                               |
| 1015  | Arouca (Cela) ⇆ S. J. Madeira (CCT)                                              |                              | autocarro standard 2 portas                               |
| 1016  | Arouca (CCT) ⇆ V. Cambra (CCT)                                                   |                              | autocarro standard 2 portas                               |
| 1018  | Arouca (EBS de Escariz) ⇆ Arouca (Lázaro)                                        |                              | autocarro standard 2 portas                               |
| 1019  | Arouca (Regoufe) ⇆ Arouca (CCT)                                                  | Covêlo do Paivó              | autocarro standard 2 portas                               |
| 1020  | V. Cambra (Z.I. Rossio) ⇆ Arouca (EBS de Escariz)                                |                              | autocarro standard 2 portas                               |
| 1021  | Arouca (CCT) ⇆ Arouca (Cabeçais) via Rossas                                      |                              | autocarro standard 2 portas                               |
| 1022  | Arouca (CCT) ⇆ Porto (Estação Campanhã)                                          | A32                          | autocarro standard 2 portas                               |
| 1023  | Arouca (CCT) ⇆ S. J. Madeira (CCT)                                               | variante EN326               | autocarro standard 2 portas                               |
| 1024  | Arouca (Rua das Flores) ⇆ Arouca (CCT)                                           |                              | autocarro standard 2 portas                               |
| 1024  | Arouca (Monte Moção) ⇆ Arouca (CCT)                                              |                              | autocarro standard 2 portas                               |
| 1025  | Arouca (Londral) ⇆ Arouca (EBS de Escariz)                                       | Carvalhal Redondo            | autocarro standard 2 portas                               |
| 1201  | O. Azeméis (EBS Dr. Ferreira da Silva) ⇆ O. Azeméis (Igreja de Ul)               | São Roque                    | autocarro standard 2 portas                               |
| 1202  | O. Azeméis (Graciosa) ⇆ O. Azeméis (Esc. Loureiro)                               |                              | autocarro standard 2 portas                               |
| 1203  | S. J. Madeira (CCT) ⇆ Ovar (Estação) via N327                                    | EN327                        | autocarro standard 2 portas                               |
| 1204  | O. Azeméis (Vilarinho S. Luís) ⇆ O. Azeméis (EBS Soares Basto)                   | Palmaz                       | autocarro standard 2 portas                               |
| 1206  | O. Azeméis (Pinheiro da Bemposta) ⇆ O. Azeméis (EBS Soares Basto)                | Ferreiros                    | autocarro standard 2 portas                               |
| 1207  | O. Azeméis (Fajões) ⇆ S. J. Madeira (CCT)                                        |                              | autocarro standard 2 portas                               |
| 1208  | S. J. Madeira (CCT) ⇆ Ovar (Estação)                                             | S. Vicente                   | autocarro standard 2 portas                               |
| 1209  | V. Cambra (CCT) ⇆ O. Azeméis (EBS Soares Basto)                                  |                              | autocarro standard 2 portas                               |
| 1210  | O. Azeméis (Escola Soares Basto) ⇆ O. Azeméis (Cesar)                            | Carregosa                    | autocarro standard 2 portas                               |
| 1211  | O. Azeméis (Escola da Carregosa) ⇆ S. J. Madeira (CCT)                           | Fajões                       | autocarro standard 2 portas                               |
| 1212  | O. Azeméis (São Martinho da Gândara) ⇆ S. J. Madeira (CCT)                       |                              | autocarro standard 2 portas                               |
| 1213  | O. Azeméis (Pinheiro da Bemposta) ⇆ S. J. Madeira (CCT)                          |                              | autocarro standard 2 portas                               |
| 1214  | O. Azeméis (Escola Soares Basto) ⇆ O. Azeméis (Fajões)                           | Gândara                      | autocarro standard 2 portas                               |
| 1215  | V. Cambra (CCT) ⇆ S. J. Madeira (CCT)                                            |                              | autocarro standard 2 portas                               |
| 1216  | O. Azeméis (Centro) ⇆ S. J. Madeira (CCT)                                        | Cucujães                     | autocarro standard 2 portas                               |
| 1217  | O. Azeméis (Centro) ⇆ Estarreja (Estação)                                        |                              |                                                           |
| 1218  | V. Cambra (CCT) ⇆ O. Azeméis (Escola Soares Basto)                               | Carregosa                    |                                                           |
| 1219  | O. Azeméis (EBS Soares Basto) ⇆ O. Azeméis (Casa-Museu F. Castro)                | Carregosa                    |                                                           |
| 1220  | O. Azeméis (Centro) ⇆ Porto (Camélias)                                           | A32                          |                                                           |
| 1221  | O. Azeméis (São Martinho da Gândara) ⇆ S. J. Madeira (CCT)                       | Felgueira                    |                                                           |
| 1222  | V. Cambra (CCT) ⇆ S. J. Madeira (CCT)                                            | Z.I. Lordelo-Codal           |                                                           |
| 1223  | O. Azeméis (Centro) ⇆ Porto (Camélias)                                           | Vale de Cambra / A32         |                                                           |
| 1224  | O. Azeméis (Centro) ⇆ S. J. Madeira (CCT)                                        | IC2                          |                                                           |
| 1225  | O. Azeméis (Esc. Loureiro) ⇆ O. Azeméis (São Martinho da Gândara)                |                              |                                                           |
| 1226  | O. Azeméis (Escola da Carregosa) ⇆ V. Cambra (Z.I. Rossio)                       | Teamonde                     |                                                           |
| 1228  | O. Azeméis (Esc. Loureiro) ⇆ O. Azeméis (São Martinho da Gândara)                |                              |                                                           |
| 1229  | O. Azeméis (Pinhão) ⇆ O. Azeméis (EBS de Fajões)                                 |                              |                                                           |
| 1230  | TUAZ (Linha Laranja)                                                             |                              |                                                           |
| 1240  | TUAZ (Linha Verde)                                                               | Santiago de Riba Ul          |                                                           |
| 1241  | TUAZ (Linha Verde)                                                               | S. Roque                     |                                                           |
| 1243  | TUAZ (Linha Verde)                                                               | Ferreiros                    |                                                           |
| 1244  | TUAZ (Linha Verde)                                                               | Ossela                       |                                                           |
| 1401  | S. M. Feira (Escolas) ⇆ S. M. Feira (Duas Igrejas)                               |                              |                                                           |
| 1402  | S. J. Madeira ⟲                                                                  | Outeiro                      |                                                           |
| 1403  | S. J. Madeira ⟲                                                                  | Outeiro                      |                                                           |
| 1404  | S. J. Madeira ⟲                                                                  | Pigeiros                     |                                                           |
| 1405  | S. J. Madeira ⟲                                                                  | Pigeiros                     |                                                           |
| 1406  | S. J. Madeira ⟲                                                                  | Cucujães                     |                                                           |
| 1407  | S. J. Madeira ⟲                                                                  | Cucujães                     |                                                           |
| 1408  | S. J. Madeira (CCT) ⇆ V. N. Gaia (Escola Padre António Luís Moreira)             |                              |                                                           |
| 1409  | S. J. Madeira (CCT) ⇆ S. M. Feira (Escolas)                                      |                              |                                                           |
| 1410  | S. J. Madeira (CCT) ⇆ Porto (Estação Campanhã)                                   | A32                          |                                                           |
| 1411  | Aveiro (CCT) ⇆ S. J. Madeira (CCT)                                               | A29                          |                                                           |
| 1601  | V. Cambra (Viadal) ⇆ V. Cambra (CCT)                                             |                              |                                                           |
| 1602  | V. Cambra (Carvalhal do Chão) ⇆ V. Cambra (CCT)                                  | Paraduça                     |                                                           |
| 1603  | V. Cambra (Ervedoso) ⇆ V. Cambra (CCT)                                           | Casal Velide / Casal de Arão |                                                           |
| 1604  | V. Cambra (CCT) ⇆ V. Cambra (Z.I. Rossio)                                        |                              |                                                           |
| 1605  | V. Cambra (Póvoa Junqueira) ⇆ V. Cambra (CCT)                                    | Cabanes                      |                                                           |
| 1606  | V. Cambra (Vila Nova) ⇆ V. Cambra (CCT)                                          | Cavião                       |                                                           |
| 1607  | V. Cambra (Baralhas) ⇆ V. Cambra (CCT)                                           |                              |                                                           |
| 2001  | Arouca (Lázaro) ⇆ S. M. Feira (Interface Lourosa/Fiães)                          |                              | autocarro standard 2 portas                               |
| 2002  | S. M. Feira (Rio Meão) ⇆ V. N. Gaia (Mosteiro de Sandim)                         |                              |                                                           |
| 2003  | S. M. Feira (Zona Comercial) ⇆ S. M. Feira (Mosteirô)                            |                              |                                                           |
| 2004  | S. M. Feira (Mozelos) ⇆ S. M. Feira (Esc. Fiães)                                 | Paços de Brandão             |                                                           |
| 2005  | S. M. Feira (Escolas) ⇆ S. M. Feira (Mota)                                       |                              |                                                           |
| 2006  | S. M. Feira (Valada) ⇆ S. M. Feira (Esc. Paços de Brandão)                       |                              |                                                           |
| 2007  | S. M. Feira (Esc. Fiães) ⇆ Espinho (Hospital)                                    | Largo da Feira               |                                                           |
| 2008  | S. M. Feira (Canedo) ⟲                                                           |                              |                                                           |
| 2009  | S. M. Feira (Canedo) ⟲                                                           |                              |                                                           |
| 2010  | S. M. Feira (Pigeiros) ⇆ S. M. Feira (Interface Lourosa/Fiães)                   |                              |                                                           |
| 2011  | S. M. Feira (Escolas) ⇆ S. M. Feira (Esc. Argoncilhe)                            |                              |                                                           |
| 2012  | S. M. Feira (Esc. Argoncilhe) ⇆ V. N. Gaia (Lever)                               |                              |                                                           |
| 2013  | Castelo de Paiva (Centro) ⇆ Espinho (Hospital)                                   |                              |                                                           |
| 2014  | S. M. Feira (Souto) ⇆ S. M. Feira (Hospital)                                     | Travanca                     |                                                           |
| 2015  | S. M. Feira (Souto) ⇆ S. M. Feira (Hospital)                                     | Matos                        |                                                           |
| 2016  | S. M. Feira (Interface Lourosa/Fiães) ⟲                                          |                              |                                                           |
| 2017  | S. M. Feira (Interface Lourosa/Fiães) ⟲                                          |                              |                                                           |
| 2018  | S. M. Feira (Rebordelo) ⇆ S. M. Feira (Interface Lourosa/Fiães)                  | Vale                         |                                                           |
| 2019  | S. M. Feira (Zona Comercial) ⇆ S. M. Feira (Interface Lourosa/Fiães)             |                              |                                                           |
| 2021  | S. J. Madeira (CCT) ⇆ S. M. Feira (Esc. Canedo)                                  | Caldas de S. Jorge           |                                                           |
| 2022  | S. M. Feira (Milheirós de Poiares) ⇆ S. M. Feira (Pigeiros)                      |                              |                                                           |
| 2023  | S. M. Feira (Mozelos) ⇆ S. M. Feira (Escola de Lourosa)                          | Suil Park                    |                                                           |
| 2024  | S. M. Feira (Esc. Argoncilhe) ⇆ Espinho (Hospital)                               |                              |                                                           |
| 2025  | S. M. Feira (Serralva) ⇆ S. M. Feira (Louredo)                                   |                              |                                                           |
| 2026  | S. J. Madeira (CCT) ⇆ Porto (Camélias)                                           | A1                           |                                                           |
| 2027  | S. M. Feira (Zona Comercial) ⇆ S. M. Feira (Nogueira da Regedoura)               |                              |                                                           |
| 2028  | S. M. Feira (Carrascal) ⇆ Espinho (Hospital)                                     |                              |                                                           |
| 2029  | S. M. Feira (Centro) ⇆ V. N. Gaia (Escola Padre António Luís Moreira)            |                              |                                                           |
| 2030  | Ovar (Arada) ⇆ Espinho (Hospital)                                                |                              |                                                           |
| 2031  | S. M. Feira (Zona Comercial) ⇆ Espinho (Hospital)                                |                              |                                                           |
| 2032  | S. M. Feira (Lamas) ⇆ V. N. Gaia (Sandim)                                        |                              |                                                           |
| 2033  | S. M. Feira (Lamas) ⇆ Espinho (Hospital)                                         | Anta                         |                                                           |
| 2034  | Arouca (Cabeçais) ⇆ S. J. Madeira (CCT)                                          |                              | autocarro standard 2 portas                               |
| 2035  | S. J. Madeira (CCT) ⇆ S. M. Feira (Pessegueiro do Vale)                          |                              |                                                           |
| 2036  | S. J. Madeira (CCT) ⇆ Ovar (Estação)                                             | S. M. Feira                  |                                                           |
| 2037  | S. M. Feira (Souto) ⇆ S. M. Feira (Biblioteca)                                   | Travanca                     |                                                           |
| 2038  | S. M. Feira (Souto) ⇆ S. M. Feira (Biblioteca)                                   | Mosteirô                     |                                                           |
| 2040  | S. J. Madeira (CCT) ⇆ S. M. Feira (Hospital)                                     | Z.I. de Mosteirô             |                                                           |
| 2041  | S. M. Feira (Mosteirô) ⇆ S. M. Feira (Cavaco)                                    |                              |                                                           |
| 2042  | S. M. Feira (Cavaco) ⇆ S. M. Feira (Lamas)                                       |                              |                                                           |
| 2043  | S. M. Feira (Z.I. Monte Grande) ⇆ Espinho (Hospital)                             |                              |                                                           |
| 2044  | S. M. Feira (Areias) ⇆ S. M. Feira (Esc. Corga)                                  |                              |                                                           |
| 2045  | S. M. Feira (Guisande) ⇆ S. M. Feira (Interface Lourosa/Fiães)                   |                              |                                                           |
| 2046  | S. M. Feira (Nogueira da Regedoura) ⇆ Porto (Casa da Música)                     | A1                           |                                                           |
| 2047  | S. M. Feira (Zona Comercial) ⇆ Ovar (Cortegaça)                                  |                              |                                                           |
| 2048  | Arouca (Escariz) ⇆ S. M. Feira (Interface Lourosa/Fiães)                         |                              | autocarro standard 2 portas                               |
| 2049  | S. M. Feira (Interface Lourosa/Fiães) ⇆ S. M. Feira (Esc. Argoncilhe)            |                              |                                                           |
| 2050  | S. M. Feira (Mota) ⇆ S. M. Feira (Esc. Canedo)                                   |                              |                                                           |
| 2051  | S. M. Feira (Esc. Argoncilhe) ⇆ V. N. Gaia (Vendas de Grijó)                     |                              |                                                           |
| 2052  | S. M. Feira (Argoncilhe) ⇆ Espinho (Hospital)                                    |                              |                                                           |
| 2053  | S. M. Feira (Duas Igrejas) ⇆ S. M. Feira (Milheirós de Poiares)                  |                              |                                                           |
| 2054  | S. M. Feira (Zona Comercial) ⟲                                                   | Europarque                   |                                                           |
| 2056  | S. M. Feira (Romariz) ⇆ S. M. Feira (Hospital)                                   | Milheirós de Poiares         |                                                           |
| 2057  | S. M. Feira (Esc. Fiães) ⇆ S. M. Feira (Esc. Argoncilhe)                         |                              |                                                           |
| 2058  | S. M. Feira (Esc. Canedo) ⇆ S. M. Feira (Esc. Fiães)                             |                              |                                                           |
| 2100  | Transfeira                                                                       |                              |                                                           |
| 3001  | Póvoa de Varzim (Paranho) ⇆ Vila do Conde (Estação Portas Fronhas)               | Travassos                    |                                                           |
| 3002  | Póvoa de Varzim (Agra) ⇆ Vila do Conde (Estação Portas Fronhas)                  | Giesteira                    |                                                           |
| 3003  | Póvoa de Varzim (Balazar) ⇆ Vila do Conde (Estação Portas Fronhas)               | Guardães                     |                                                           |
| 3004  | Póvoa de Varzim (Balazar) ⇆ Vila do Conde (Estação Portas Fronhas)               | Águas Férreas                |                                                           |
| 3005  | Póvoa de Varzim (Águas Férreas) ⇆ Vila do Conde (Estação Portas Fronhas)         | Barranha                     |                                                           |
| 3006  | Esposende (CCT) ⇆ Vila do Conde (Estação Portas Fronhas)                         | Aguçadoura                   |                                                           |
| 3301  | Póvoa de Varzim (Aguçadoura) ⇆ Vila do Conde (Estação de Metro)                  |                              |                                                           |
| 3302  | Póvoa de Varzim (Z.I. Amorim) ⇆ Vila do Conde (Estação Varziela)                 |                              |                                                           |
| 3304  | Póvoa de Varzim ⟲                                                                |                              |                                                           |
| 3305  | Póvoa de Varzim ⟲                                                                |                              |                                                           |
| 3306  | Vila do Conde ⟲                                                                  |                              |                                                           |
| 3307  | Vila do Conde ⟲                                                                  |                              |                                                           |
| 3308  | Póvoa de Varzim (CCT) ⇆ Vila do Conde (Centro)                                   |                              |                                                           |
| 3309  | Póvoa de Varzim (CCT) ⇆ Vila do Conde (Centro)                                   | Escolas                      |                                                           |
| 3501  | Vila do Conde (Tougues) ⇆ Vila do Conde (Centro)                                 | Retorta                      |                                                           |
| 3502  | Vila do Conde (Tougues) ⇆ Vila do Conde (Escolas)                                | Azurara                      |                                                           |
| 3503  | Póvoa de Varzim (CCT) ⇆ Porto (Pólo Univ./H. S. João)                            |                              |                                                           |
| 3504  | S. Tirso (ERF) ⇆ Póvoa de Varzim (CCT)                                           |                              |                                                           |
| 3505  | Famalicão (CCT) ⇆ Vila do Conde (Centro)                                         |                              |                                                           |
| 3506  | Vila do Conde (Escolas) ⇆ Maia (Centro)                                          |                              | autocarro mini                                            |
| 3507  | Famalicão (CCT) ⇆ Vila do Conde (Escolas)                                        |                              |                                                           |
| 3508  | Vila do Conde (Centro) ⇆ Vila do Conde (Estação Vilar do Pinheiro)               |                              |                                                           |
| 3509  | Vila do Conde (Centro) ⇆ Vila do Conde (Guilhabréu)                              | Vilarinho                    |                                                           |
| 3510  | Vila do Conde (Centro) ⇆ Vila do Conde (Estação Vilar do Pinheiro)               | Praia do Mindelo             |                                                           |
| 3511  | Vila do Conde (Outeiro Maior) ⇆ Vila do Conde (Centro)                           |                              |                                                           |
| 3512  | Vila do Conde (Escola Mindelo) ⇆ Vila do Conde (Arões)                           |                              |                                                           |
| 3513  | Vila do Conde (Escolas) ⇆ Vila do Conde (Vilar do Pinheiro)                      | Vairão                       |                                                           |
| 3514  | Vila do Conde (Junqueira) ⇆ Vila do Conde (Escolas)                              | Seixo                        |                                                           |
| 3516  | Vila do Conde (Cruzeiro) ⇆ Vila do Conde (Escolas)                               | Lamelas                      |                                                           |
| 3517  | Póvoa de Varzim (Fontainhas) ⇆ Vila do Conde (Escolas)                           | Junqueira                    |                                                           |
| 3518  | Vila do Conde (Escola Mindelo) ⇆ Vila do Conde (Estação Vilar do Pinheiro)       | Carvalhido                   |                                                           |
| 3519  | Vila do Conde (Centro) ⇆ Vila do Conde (Guilhabréu)                              | Fajozes                      |                                                           |
| 3520  | Vila do Conde (Vilarinho) ⇆ Vila do Conde (Guilhabréu)                           |                              |                                                           |
| 3521  | Vila do Conde (Ferreiró) ⇆ Vila do Conde (Escolas)                               |                              |                                                           |
| 3522  | Vila do Conde (Escola Ribeirinha) ⇆ Vila do Conde (Estação Vilar do Pinheiro)    | Souto da Sapateira           |                                                           |
| 3523  | Vila do Conde (Escola Ribeirinha) ⇆ Vila do Conde (Estação Vilar do Pinheiro)    | Malta                        |                                                           |
| 3524  | Vila do Conde (Fornelo) ⇆ Vila do Conde (Centro)                                 |                              |                                                           |
| 3525  | Vila do Conde (Escola Mindelo) ⇆ Vila do Conde (Estação Vilar do Pinheiro)       | Tresval                      |                                                           |
| 3528  | Vila do Conde (Escola Ribeirinha) ⇆ Vila do Conde (Escolas)                      |                              |                                                           |
| 3529  | Vila do Conde (Souto da Sapateira) ⇆ Vila do Conde (Vila Chã)                    | Estação Modivas Centro       |                                                           |
| 3530  | Vila do Conde (Estação Modivas Centro) ⇆ Vila do Conde (Gião)                    | EN306                        |                                                           |
| 3531  | Vila do Conde (Estação Fashion Outlet) ⇆ Vila do Conde (Estação Modivas Sul)     | Vila Chã / Praia de Labruge  |                                                           |
| 3532  | Vila do Conde (Guilhabreu) ⇆ Vila do Conde (Estação Modivas Sul)                 |                              |                                                           |
| 3533  | Vila do Conde (Vairão) ⇆ Vila do Conde (Praia Mindelo)                           |                              |                                                           |
| 5001  | Matosinhos (Vilar do Senhor) ⇆ Matosinhos (Sete Bicas)                           | Angeiras                     | autocarro standard 3 portas                               |
| 5002  | Matosinhos (Decathlon) ⇆ Porto (Pólo Univ./H. S. João)                           | Areosa                       | autocarro standard 2 portas                               |
| 5003  | Matosinhos (Mar Shopping) ⇆ Porto (Estádio do Dragão)                            | S Roque                      | autocarro standard 2 portas · autocarro standard 3 portas |
| 5004  | Matosinhos (Paiço) ⇆ Matosinhos (Sete Bicas)                                     | Perafita                     | autocarro standard 3 portas                               |
| 5005  | Matosinhos (Câmara Municipal) ⟲                                                  | Monte do Xisto               | autocarro standard 3 portas                               |
| 5006  | Matosinhos (Câmara Municipal) ⟲                                                  | Guifões                      | autocarro standard 3 portas                               |
| 5007  | Matosinhos (circular Seara) ⟲                                                    | Mercado                      | autocarro mini                                            |
| 5008  | Matosinhos (circular Biquinha) ⟲                                                 | Mercado                      | autocarro mini                                            |
| 5009  | Matosinhos (Pampelido) ⇆ Matosinhos (Hosp. Pedro Hispano)                        | MarShopping                  | autocarro mini                                            |
| 5010  | Maia (Maia Shopping) ⇆ Matosinhos (Mercado)                                      | Ermesinde                    | autocarro standard 3 portas                               |
| 5011  | Valongo (Estação) ⇆ Matosinhos (Mercado)                                         |                              | autocarro standard 2 portas · autocarro standard 3 portas |
| 5012  | Matosinhos (Freixieiro) ⇆ Matosinhos (Senhora da Hora)                           | Mercado                      | autocarro standard 3 portas                               |
| 5013  | Maia (Aeroporto) ⇆ Matosinhos (Guifões)                                          | Mercado                      | autocarro standard 3 portas                               |
| 5014  | Matosinhos (Perafita) ⇆ Matosinhos (Gatões)                                      | Mercado                      | autocarro standard 3 portas                               |
| 5015  | Matosinhos (Custió) ⇆ Matosinhos (Mercado)                                       | Padrão da Légua              | autocarro mini                                            |
| 5016  | Matosinhos (Paíço) ⇆ Matosinhos (Câmara)                                         | Perafita                     | autocarro mini                                            |
| 5017  | Matosinhos (Marginal Leça) ⇆ Porto (Estádio do Dragão)                           | Circunvalação                | autocarro standard 2 portas · autocarro standard 3 portas |
| 5018  | Matosinhos (Angeiras) ⇆ Matosinhos (Estação Senhora da Hora)                     | B Flores                     | autocarro mini                                            |
| 5019  | Vila do Conde (Estação Vilar do Pinheiro) ⇆ Matosinhos (Lavra)                   | Angeiras                     | autocarro mini                                            |
| 5020  | Maia (Aeroporto) ⇆ Matosinhos (Agudela)                                          | Perafita                     | autocarro mini                                            |
| 5021  | Maia (Aeroporto) ⇆ Matosinhos (Sete Bicas)                                       | Senhora da Hora              | autocarro mini                                            |
| 5022  | Matosinhos (Paiço) ⇆ Maia (Aeroporto)                                            | Pedras Rubras                | autocarro mini                                            |
| 5023  | Matosinhos (Câmara) ⇆ Leça do Balio (Estação CP)                                 | A4                           | autocarro mini                                            |
| 5024  | Matosinhos (Lionesa) ⇆ Porto (Casa da Música)                                    | Carvalhido                   | autocarro standard 3 portas                               |
| 5101  | Matosinhos (Cabanelas) ⇆ Matosinhos (Sete Bicas)                                 | MarShopping                  | autocarro mini                                            |
| 5102  | Maia (Aeroporto) ⇆ Matosinhos (Padrão da Légua)                                  | Custóias                     | autocarro standard 3 portas                               |
| 5103  | Matosinhos (Mar Shopping) ⇆ Porto (Pólo Univ./H. S. João)                        | Biquinha                     | autocarro standard 3 portas                               |
| 5104  | Valongo (Estação) ⇆ Matosinhos (Mercado)                                         | Ermesinde                    | autocarro standard 3 portas                               |
| 6001  | Maia (Frejufe) ⇆ Maia (Centro)                                                   | Catassol                     | autocarro standard 3 portas · autocarro standard 2 portas |
| 6002  | Maia (Frejufe) ⇆ Maia (Estação Forum) ( DESATIVADA )                             |                              | autocarro standard 3 portas · autocarro standard 2 portas |
| 6003  | Maia (Estação Forum) ⟲ Linha Circular                                            | Aeroporto / Z.I.s            | autocarro standard 3 portas                               |
| 6004  | Maia (Estação Forum) ⟲ Linha Circular                                            | Z.I.s / Aeroporto            | autocarro standard 2 portas                               |
| 6005  | Maia (Espido) ⇆ Porto (Pólo Univ./H. S. João)                                    | MaiaShopping                 | autocarro standard 2 portas                               |
| 6006  | Maia (Nogueira) ⇆ Maia (Centro)                                                  | Milheirós                    | autocarro standard 3 portas                               |
| 6007  | Maia (S. Pedro de Avioso) ⇆ Valongo (Estação de Ermesinde)                       | Esc. Sec. Castêlo da Maia    | autocarro standard 3 portas                               |
| 6008  | Trofa (EB2/3 S.R.Coronado) ⇆ Maia (Aeroporto)                                    | MaiaShopping                 | autocarro standard 3 portas                               |
| 6009  | Maia (Vila Nova da Telha) ⇆ Maia (Centro)                                        | Esc. Sec. Castêlo da Maia    | autocarro standard 3 portas                               |
| 6010  | Trofa (Alto de Rindo) ⇆ Maia (Centro)                                            |                              | autocarro standard 2 portas                               |
| 6011  | Maia (Vilar da Luz) ⇆ Porto (Pólo Univ./H. S. João)                              |                              | autocarro standard 3 portas                               |
| 6012  | Maia (Granja) ⇆ Maia (TECMAIA)                                                   |                              | autocarro standard 2 portas                               |
| 6013  | Valongo (Esc. Secundária de Alfena) ⇆ Maia (Centro)                              |                              | autocarro standard 3 portas                               |
| 6014  | Maia (Vilar da Luz-Aeródromo) ⇆ Maia (Espido)                                    |                              | autocarro standard 2 portas                               |
| 6015  | Maia (Folgosa) ⇆ Maia (EBS de Nogueira)                                          | Ardegães                     | autocarro standard 3 portas                               |
| 6016  | Maia (Vilar de Luz) ⇆ Maia (Castêlo da Maia)                                     |                              | autocarro standard 3 portas                               |
| 6017  | Maia (Centro) ⇆ Valongo (Estação Ermesinde)                                      |                              | autocarro standard 3 portas                               |
| 6301  | Trofa (Paradela) ⇆ Vila do Conde (Souto da Sapateira)                            | Cidoi                        |                                                           |
| 6302  | Trofa (Escola EB2/3 Alvarelhos) ⇆ Vila do Conde (Souto da Sapateira)             | Gueidãos                     |                                                           |
| 6303  | Trofa (Paradela) ⇆ Vila do Conde (Souto da Sapateira)                            | Guidões                      |                                                           |
| 6304  | Trofa (Interface) ⇆ Vila do Conde (Fornelos)                                     | Lantemil                     |                                                           |
| 6305  | Trofa (Interface) ⇆ Porto (Pólo Univ./H. S. João)                                | EN14                         | autocarro standard 2 portas · autocarro standard 3 portas |
| 6306  | S. Tirso (ERF) ⇆ Maia (ISMAI)                                                    | Lantemil                     |                                                           |
| 6307  | S. Tirso (ERF) ⇆ Trofa (Alvarelhos)                                              | Bicho                        |                                                           |
| 6308  | Trofa (Interface) ⇆ Trofa (Trinaterra)                                           | EB 2/3 S. Romão              |                                                           |
| 6310  | Trofa (Interface) ⇆ Trofa (EB2/3 S. R. Coronado)                                 | EN14                         |                                                           |
| 6311  | Trofa (Centro) ⟲ Linha Circular                                                  |                              |                                                           |
| 6312  | Trofa (Centro) ⟲ Linha Circular                                                  |                              |                                                           |
| 6313  | Famalicão (CCT) ⇆ Porto (Pólo Univ./H. S. João)                                  | EN14                         |                                                           |
| 6314  | Trofa (Cêpa) ⇆ Trofa (Lantemil)                                                  |                              |                                                           |
| 6315  | S. Tirso (ER) ⇆ Trofa (Z.I. Guidães)                                             |                              |                                                           |
| 6316  | Trofa (Interface) ⇆ Porto (Pólo Univ./H. S. João)                                | A3                           |                                                           |
| 6601  | S. Tirso (ERF) ⇆ Porto (Pólo Univ./H. S. João)                                   | A3                           |                                                           |
| 6602  | S. Tirso (ER) ⇆ Paços de Ferreira (Centro)                                       |                              |                                                           |
| 6603  | S. Tirso (ERF) ⇆ Porto (Pólo Univ./H. S. João)                                   | Agrela / EN105               |                                                           |
| 6604  | S. Tirso (ERF) ⇆ S. Tirso (Agrela)                                               | Reguenga                     |                                                           |
| 6605  | S. Tirso (ERF) ⇆ S. Tirso (Esc. Agrela)                                          | Refojos                      |                                                           |
| 6606  | S. Tirso (Guimarei) ⇆ S. Tirso (Água Longa)                                      |                              |                                                           |
| 6607  | Freamunde (Centro) ⇆ S. Tirso (INA)                                              |                              |                                                           |
| 6608  | S. Tirso (ERF) ⇆ S. Tirso (Lamelas)                                              |                              |                                                           |
| 6609  | S. Tirso (ER) ⇆ Paços de Ferreira (Raimonda)                                     | Esc. Aves                    |                                                           |
| 6610  | S. Tirso (ERF Vila das Aves) ⇆ Paços de Ferreira (Raimonda)                      | Lordelo                      |                                                           |
| 6611  | S. Tirso (Vale Pisão) ⇆ S. Tirso (Esc. Agrela)                                   |                              |                                                           |
| 6612  | S. Tirso (S. Martinho) ⇆ Lousada (Esc. Lustosa)                                  |                              |                                                           |
| 6613  | Lousada (Centro) ⇆ Porto (Pólo Univ./H. S. João)                                 | A3                           |                                                           |
| 6614  | S. Tirso (Agrela) ⇆ S. Tirso (ARTAVE)                                            | S. Tirso (ERF)               |                                                           |
| 7001  | Valongo (Centro) ⇆ Maia (Z. I. 1)                                                |                              |                                                           |
| 7002  | Valongo (Alfena) ⇆ Valongo (Biblioteca)                                          |                              |                                                           |
| 7003  | Valongo (Codiceira / Sobrado de Cima) ⇆ Valongo (Quinta da Lousas)               |                              |                                                           |
| 7004  | Valongo (Sobrado) ⇆ Porto (Pólo Univ./H. S. João)                                | Santa Rita                   |                                                           |
| 7005  | Penafiel (Centro) ⇆ Valongo (Estação Susão)                                      | Paredes                      |                                                           |
| 7006  | Valongo (Sobrado de Cima) ⇆ Valongo (Biblioteca)                                 | Estádio do Sobrado           |                                                           |
| 7007  | Penafiel (Centro) ⇆ Porto (Hosp. S. João)                                        | Paredes / A4                 |                                                           |
| 7008  | Penafiel (Lordelo) ⇆ Porto (Hosp. S. João)                                       | A4                           |                                                           |
| 7009  | Paredes (Gandra, CESPU) ⇆ Porto (Estádio do Dragão)                              |                              |                                                           |
| 7010  | Paredes (Gandra, CESPU) ⇆ Valongo (Centro)                                       | Retorta                      |                                                           |
| 7011  | Valongo (Campo) ⇆ Valongo (Estação de Ermesinde)                                 |                              |                                                           |
| 7012  | Valongo (Estação de Ermesinde) ⟲                                                 |                              |                                                           |
| 7013  | Valongo (Estação de Ermesinde) ⟲                                                 |                              |                                                           |
| 7301  | Paços de Ferreira (Modelos) ⇆ Paredes (Centro)                                   |                              |                                                           |
| 7302  | Paredes (Centro) ⇆ Gandra (CESPU)                                                | Vilela                       |                                                           |
| 7303  | Baltar (C. Escolar) ⇆ Gandra (CESPU)                                             | Cristelo                     |                                                           |
| 7304  | Paredes (Centro) ⇆ Baltar (C. Escolar)                                           | Cristelo                     |                                                           |
| 7305  | Paços de Ferreira (Modelos) ⇆ Porto (Hosp. S. João)                              | Lordelo / A4                 |                                                           |
| 7306  | Paredes (Centro) ⇆ Lordelo (Parteira)                                            |                              |                                                           |
| 7307  | Cristelo (Esc. EB2/3) ⇆ Gandra (CESPU)                                           |                              |                                                           |
| 7308  | Paços de Ferreira (Centro) ⇆ Paredes (Centro)                                    | Lordelo                      |                                                           |
| 7309  | Paços de Ferreira (Centro) ⇆ Valongo (Estação Susão)                             | Lordelo                      |                                                           |
| 7310  | Paços de Ferreira (Centro) ⇆ Paredes (Centro)                                    | Sobrosa                      |                                                           |
| 7311  | Paços de Ferreira (Esc EB2/3) ⇆ Paredes (Centro)                                 | Duas Igrejas                 |                                                           |
| 7312  | Paços de Ferreira (Esc EB2/3) ⇆ Paredes (Centro)                                 | Freamunde                    |                                                           |
| 7313  | Paços de Ferreira (Esc EB2/3) ⇆ Paredes (Centro)                                 | Beire                        |                                                           |
| 7314  | Lousada (Nevogilde) ⇆ Paredes (Centro)                                           | Gondalães                    |                                                           |
| 7315  | Paredes (Escolas) ⇆ Gondomar (Melres)                                            | Hosp. TS                     |                                                           |
| 7316  | Sobreira (Vilar) ⇆ Valongo (Portela)                                             | Gandra                       |                                                           |
| 7317  | Paredes ⟲                                                                        | Hosp. TS                     |                                                           |
| 7318  | Paredes ⟲                                                                        | Hosp. TS                     |                                                           |
| 7319  | Baltar (C. Escolar) ⇆ Recarei (Valvide)                                          | Cete                         |                                                           |
| 7320  | Paredes (Est. Recarei/Sobreira) ⇆ Valongo (Estação)                              |                              |                                                           |
| 7321  | Lousada (centro) ⇆ Valongo (Estação Susão)                                       | Hosp. TS                     |                                                           |
| 7322  | Paredes (Centro) ⇆ Porto (Hosp. S. João)                                         | A4                           |                                                           |
| 7323  | Sobreira (Santa Comba) ⇆ Estação Recarei/Sobreira                                |                              |                                                           |
| 7324  | Paredes (Centro) ⇆ Porto (Hosp. S. João)                                         | Gandra / A4                  |                                                           |
| 7325  | Baltar (C. Escolar) ⇆ Valongo (Hosp. S. Martinho)                                | Vilarinho de Baixo           |                                                           |
| 7326  | Paredes (Centro) ⇆ Baltar (C. Escolar)                                           | Cete                         |                                                           |
| 7327  | Baltar (C. Escolar) ⇆ Valongo (Sobrado de Baixo)                                 |                              |                                                           |
| 7328  | Baltar (C. Escolar) ⇆ Gandra (Guardão)                                           |                              |                                                           |
| 7329  | Baltar (C. Escolar) ⇆ Gandra (Vilarinho de Cima)                                 |                              |                                                           |
| 7330  | Paredes (Gandra, Guardão) ⇆ Valongo (Estação de Valongo)                         | Sobrado                      |                                                           |
| 7331  | Baltar (C. Escolar) ⇆ Estação Recarei/Sobreira                                   |                              |                                                           |
| 7332  | Paredes (Sobreira, Casconha) ⇆ Porto (Hosp. S. João)                             | A4                           |                                                           |
| 7333  | Paços de Ferreira (Centro) ⇆ Valongo (Estação Susão)                             | Lordelo                      |                                                           |
| 7334  | Paços de Ferreira (Centro) ⇆ Paredes (Vilela)                                    |                              |                                                           |
| 7335  | Cristelo (Esc. EB2/3) ⇆ Baltar (C. Escolar)                                      | Moinhos                      |                                                           |
| 7336  | Paços de Ferreira (Modelos) ⇆ Porto (Hosp. S. João)                              | Alto da Vila / A4            |                                                           |
| 8001  | Canedo (Escola) ⇆ Gondomar (Lomba)                                               |                              |                                                           |
| 8002  | S. M. Feira (Escola de Canedo) ⇆ Gondomar (Areja)                                |                              |                                                           |
| 8003  | Gondomar (Ervedosa) ⇆ Gondomar (Beloi)                                           |                              |                                                           |
| 8004  | Gondomar (Gramido) ⇆ Porto (Estação Campanhã)                                    |                              |                                                           |
| 8005  | Valongo (Estação de Valongo) ⇆ Gondomar (Souto)                                  |                              |                                                           |
| 8006  | Gondomar (Gens) ⇆ Gondomar (Souto)                                               | S. Pedro da Cova             |                                                           |
| 8007  | Gondomar (Lomba) ⇆ Gondomar (H. Fernando Pessoa)                                 | Canedo                       |                                                           |
| 8008  | Paredes (Aguiar de Sousa) ⇆ Gondomar (Souto)                                     |                              |                                                           |
| 8009  | Gondomar (Medas) ⇆ Porto (Estação Campanhã)                                      |                              |                                                           |
| 8010  | Gondomar (Jovim) ⇆ Gondomar (H. Fernando Pessoa)                                 | Vessada                      |                                                           |
| 8011  | Paredes (Sobreira, Sta Comba) ⇆ Gondomar (H. Fernando Pessoa)                    |                              |                                                           |
| 8012  | Gondomar (Ervedosa) ⇆ Gondomar (H. Fernando Pessoa)                              |                              |                                                           |
| 8013  | Gondomar (Souto) ⇆ Porto (Estádio do Dragão)                                     |                              |                                                           |
| 8014  | Gondomar (Covelo) ⇆ Gondomar (Souto)                                             |                              |                                                           |
| 8015  | Gondomar (Vilarinho) ⇆ Gondomar (H. Fernando Pessoa)                             |                              |                                                           |
| 8016  | Paredes (Sarnada) ⇆ Porto (Estação Campanha)                                     | Marginal                     |                                                           |
| 8017  | Gondomar (Alto de Barreiros) ⇆ Porto (Estação Campanhã)                          | Centro de Saúde              |                                                           |
| 8018  | Gondomar (Broalhos) ⇆ Gondomar (Foz do Sousa)                                    |                              |                                                           |
| 8019  | Gondomar (Souto) ⇆ Porto (Estação Campanhã)                                      | EN209                        |                                                           |
| 8020  | Gondomar (Baguim) ⇆ Porto (Estádio do Dragão)                                    |                              |                                                           |
| 8021  | Gondomar (Vilarinho) ⇆ Gondomar (H. Fernando Pessoa)                             |                              |                                                           |
| 8022  | Gondomar (H. Fernando Pessoa) ⇆ Porto (H. S. João)                               |                              |                                                           |
| 8023  | Gondomar (Seixo) ⇆ Porto (Estádio do Dragão)                                     |                              |                                                           |
| 8024  | Gondomar (Broalhos) ⇆ Gondomar (Souto)                                           |                              |                                                           |
| 8025  | Valongo (Estação Ermesinde) ⇆ Porto (Estádio do Dragão)                          |                              |                                                           |
| 8026  | Gondomar (Porqueira) ⇆ Gondomar (H. Fernando Pessoa)                             |                              |                                                           |
| 8027  | Penafiel (Sebolido) ⇆ Gondomar (Escola Medas) / Porto (Estação Campanhã)         |                              |                                                           |
| 8028  | Porto (Estação Campanhã) ⟲                                                       | Marginal / Valbom            |                                                           |
| 8029  | Porto (Estação Campanhã) ⟲                                                       | Vila Verde / Valbom          |                                                           |
| 8030  | Gondomar ⟲                                                                       | Alto de Soutelo              |                                                           |
| 8031  | Gondomar ⟲                                                                       | Alto de Soutelo              |                                                           |
| 8032  | Valongo (Centro) ⇆ Gondomar (Estação Venda Nova)                                 | Rio Tinto                    |                                                           |
| 8033  | Gondomar (Baguim) ⇆ Gondomar (Parque Nascente)                                   |                              |                                                           |
| 8034  | Gondomar (S. Pedro da Cova) ⇆ Gondomar (Parque Nascente)                         |                              |                                                           |
| 8035  | Gondomar (Souto) ⇆ Porto (H. S. João)                                            |                              |                                                           |
| 8036  | Gondomar (Souto) ⟲                                                               | Valbom                       |                                                           |
| 8037  | Gondomar (Souto) ⟲                                                               | Valbom                       |                                                           |
| 8038  | Gondomar (Souto) ⟲                                                               | Foz do Sousa                 |                                                           |
| 8039  | Gondomar (Souto) ⟲                                                               | Foz do Sousa                 |                                                           |
| 8040  | Gondomar (Escola da Boucinha) ⇆ Porto (H. S. João)                               | Estação Rio Tinto            |                                                           |
| 8041  | Gondomar (Souto) ⇆ Porto (Estação Campanhã)                                      | Vila Verde                   |                                                           |
| 9001  | V. N. Gaia (Areinho) ⇆ V. N. Gaia (Estação Devesas)                              |                              |                                                           |
| 9002  | V. N. Gaia (Areinho) ⇆ Porto (Camélias)                                          |                              |                                                           |
| 9003  | V. N. Gaia (Areinho) ⇆ V. N. Gaia (GaiaShopping)                                 |                              |                                                           |
| 9004  | V. N. Gaia (Madalena) ⇆ Porto (Casa da Música)                                   |                              |                                                           |
| 9005  | V. N. Gaia (Estação Francelos) ⇆ V. N. Gaia (Estação João de Deus)               |                              |                                                           |
| 9006  | V. N. Gaia (Freixieiro) ⇆ V. N. Gaia (Estação João de Deus)                      |                              |                                                           |
| 9007  | V. N. Gaia (Freixieiro) ⇆ Porto (Camélias)                                       | Gervide                      |                                                           |
| 9008  | V. N. Gaia (Agros) ⇆ V. N. Gaia (Estação D. João II)                             | Hospital Santos Silva        |                                                           |
| 9009  | V. N. Gaia (Póvoa de Baixo) ⇆ V. N. Gaia (Escola Padre António Luís Moreira)     |                              |                                                           |
| 9010  | V. N. Gaia (Sandim) ⇆ Espinho (Estação Vouga)                                    |                              |                                                           |
| 9011  | S. M. Feira (Suil Park) ⇆ V. N. Gaia (Estação D. João II)                        |                              |                                                           |
| 9012  | V. N. Gaia (Lavadores) ⇆ Porto (Camélias)                                        |                              |                                                           |
| 9013  | V. N. Gaia (Lavadores) ⇆ V. N. Gaia (Jardim do Morro)                            |                              |                                                           |
| 9014  | V. N. Gaia (Santo Ovídio) ⇆ V. N. Gaia (Lavadores)                               |                              |                                                           |
| 9015  | V. N. Gaia (Afurada) ⇆ Porto (Camélias)                                          |                              |                                                           |
| 9016  | V. N. Gaia (Salgueiros) ⇆ V. N. Gaia (Jardim do Morro)                           |                              |                                                           |
| 9017  | V. N. Gaia (Chãos Vermelhos) ⇆ V. N. Gaia (Jardim do Morro)                      |                              |                                                           |
| 9018  | V. N. Gaia (Afurada) ⇆ Porto (Casa da Música)                                    |                              |                                                           |
| 9019  | V. N. Gaia (Santo Ovídio) ⇆ V. N. Gaia (Salgueiros)                              |                              |                                                           |
| 9020  | V. N. Gaia (Santo Ovídio) ⟲                                                      | Laborim                      |                                                           |
| 9021  | V. N. Gaia (Estação Câmara de Gaia) ⇆ V. N. Gaia (Chãos Vermelhos)               | Marginal                     |                                                           |
| 9022  | V. N. Gaia (Pedroso) ⇆ V. N. Gaia (Estação D. João II)                           |                              |                                                           |
| 9023  | V. N. Gaia (Outeiro) ⇆ V. N. Gaia (Feira dos Carvalhos)                          |                              |                                                           |
| 9024  | V. N. Gaia (Pisão) ⇆ V. N. Gaia (Estação D. João II)                             |                              |                                                           |
| 9025  | V. N. Gaia (Vilar de Andorinho) ⇆ V. N. Gaia (Estação D. João II)                |                              |                                                           |
| 9026  | V. N. Gaia (Igreja de Crestuma) ⇆ V. N. Gaia (Estação D. João II)                |                              |                                                           |
| 9027  | S. M. Feira (Canedo) ⇆ V. N. Gaia (Estação D. João II)                           | Lever                        |                                                           |
| 9028  | Gondomar (Lomba) ⇆ V. N. Gaia (Estação D. João II)                               | Lever / EN2                  |                                                           |
| 9029  | S. M. Feira (Canedo) ⇆ V. N. Gaia (Estação D. João II)                           | Crestuma                     |                                                           |
| 9030  | S. M. Feira (Mota) ⇆ V. N. Gaia (Estação D. João II)                             |                              |                                                           |
| 9031  | S. M. Feira (S. Vicente) ⇆ V. N. Gaia (Estação D. João II)                       |                              |                                                           |
| 9032  | V. N. Gaia (Sá) ⇆ V. N. Gaia (Estação D. João II)                                |                              |                                                           |
| 9033  | S. M. Feira (Várzea) ⇆ V. N. Gaia (Estação D. João II)                           |                              |                                                           |
| 9034  | V. N. Gaia (Escolas do Olival) ⇆ V. N. Gaia (Arnelas)                            |                              |                                                           |
| 9035  | V. N. Gaia (Mosteiro de Sandim) ⇆ V. N. Gaia (Escola Padre António Luís Moreira) |                              |                                                           |
| 9036  | S. M. Feira (Esc. Canedo) ⇆ V. N. Gaia (Escolas do Olival)                       |                              |                                                           |
| 9037  | V. N. Gaia (Lever Portelinha) ⇆ V. N. Gaia (Escolas do Olival)                   |                              |                                                           |
| 9038  | V. N. Gaia (Camalhões) ⇆ Espinho (Esc. Dr. Manuel Gomes de Almeida)              |                              |                                                           |
| 9039  | V. N. Gaia (Alheira) ⇆ V. N. Gaia (Estação João de Deus)                         |                              |                                                           |
| 9040  | V. N. Gaia (Espinhaço) ⇆ V. N. Gaia (Estação D. João II)                         |                              |                                                           |
| 9041  | V. N. Gaia (Avintes) ⇆ V. N. Gaia (Estação D. João II)                           |                              |                                                           |
| 9042  | V. N. Gaia (Igreja de Crestuma) ⇆ V. N. Gaia (Vila d'Este)                       |                              |                                                           |
| 9043  | V. N. Gaia (Feira dos Carvalhos) ⇆ V. N. Gaia (Avintes)                          |                              |                                                           |
| 9044  | V. N. Gaia (Igreja de Olival) ⇆ V. N. Gaia (Escola Padre António Luís Moreira)   |                              |                                                           |
| 9045  | V. N. Gaia (Miramar) ⇆ V. N. Gaia (Estação João de Deus)                         |                              |                                                           |
| 9046  | Espinho (Estação Vouga) ⇆ V. N. Gaia (Rechousa)                                  |                              |                                                           |
| 9047  | Espinho (Estação Vouga) ⇆ V. N. Gaia (Arcozelo)                                  |                              |                                                           |
| 9048  | V. N. Gaia (Camalhões) ⇆ Espinho (Esc. Dr. Manuel Gomes de Almeida)              |                              |                                                           |
| 9049  | S. M. Feira (Aldriz) ⇆ V. N. Gaia (Estação D. João II)                           |                              |                                                           |
| 9050  | V. N. Gaia (Vendas de Grijó) ⇆ V. N. Gaia (Estação D. João II)                   | Mosteiro                     |                                                           |
| 9051  | V. N. Gaia (Vendas de Grijó) ⇆ V. N. Gaia (Estação D. João II)                   | Sermonde                     |                                                           |
| 9052  | V. N. Gaia (Lavadores) ⇆ Porto (Camélias)                                        | GaiaShopping                 |                                                           |
| 9053  | V. N. Gaia (Grijó Outlet) ⇆ V. N. Gaia (Feira dos Carvalhos)                     |                              |                                                           |
| 9054  | V. N. Gaia (Aguda) ⇆ V. N. Gaia (Estação D. João II)                             |                              |                                                           |
| 9055  | V. N. Gaia (Feira dos Carvalhos) ⇆ V. N. Gaia (Estação D. João II)               | Canelas                      |                                                           |
| 9056  | V. N. Gaia (Miramar) ⇆ V. N. Gaia (Estação D. João II)                           |                              |                                                           |
| 9057  | V. N. Gaia (Feira dos Carvalhos) ⇆ V. N. Gaia (Estação D. João II)               | Sra. do Monte                |                                                           |
| 9058  | Espinho (Estação Vouga) ⇆ Porto (Camélias)                                       |                              |                                                           |
| 9059  | V. N. Gaia (Escolas do Olival) ⇆ V. N. Gaia (Escola Padre António Luís Moreira)  |                              |                                                           |
| 9060  | Espinho (Estação Vouga) ⇆ V. N. Gaia (Feira dos Carvalhos)                       |                              |                                                           |
| 9061  | V. N. Gaia (Póvoa de Baixo) ⇆ V. N. Gaia (Estação D. João II)                    |                              |                                                           |
| 9062  | V. N. Gaia (Feira dos Carvalhos) ⇆ V. N. Gaia (Estação D. João II)               | S. Lourenço                  |                                                           |
| 9063  | V. N. Gaia (Escolas do Olival) ⇆ V. N. Gaia (Escola Padre António Luís Moreira)  | Tabosa                       |                                                           |
| 9064  | V. N. Gaia (Feira dos Carvalhos) ⇆ Porto (Camélias)                              | A1                           |                                                           |
| 9065  | V. N. Gaia (Feira dos Carvalhos) ⇆ V. N. Gaia (Estação D. João II)               | Rechousa                     |                                                           |
| 9066  | V. N. Gaia (Alheira) ⇆ V. N. Gaia (GaiaShopping)                                 |                              |                                                           |
| 9067  | V. N. Gaia (Vila d'Este) ⇆ V. N. Gaia (Freixieiro)                               |                              |                                                           |
| 9068  | V. N. Gaia (Areinho) ⟲                                                           |                              |                                                           |
| 9069  | V. N. Gaia (Lijó) ⇆ V. N. Gaia (Estação D. João II)                              | Hospital Santos Silva        |                                                           |
| 9070  | Espinho (Estação Vouga) ⇆ V. N. Gaia (Vendas de Grijó)                           |                              |                                                           |
| 9071  | V. N. Gaia (Feira dos Carvalhos) ⇆ V. N. Gaia (Estação D. João II)               | Venda de Baixo               |                                                           |
| 9072  | V. N. Gaia (Esc. Valadares) ⇆ V. N. Gaia (Estação D. João II)                    |                              |                                                           |
| 9073  | V. N. Gaia (Vila d'Este) ⇆ V. N. Gaia (Estação D. João II)                       |                              |                                                           |
| 9074  | Espinho (Estação Vouga) ⇆ V. N. Gaia (Vendas de Grijó)                           |                              |                                                           |
| 9075  | V. N. Gaia (Grijó Outlet-Park&Ride) ⇆ V. N. Gaia (Crestuma)                      | Sandim                       |                                                           |
| 9076  | V. N. Gaia (Grijó-Santo António) ⇆ V. N. Gaia (Estação D. João II)               | Grijó Outlet / A1            |                                                           |
| 9077  | V. N. Gaia (Avintes) ⇆ V. N. Gaia (Estação D. João II)                           | EN222                        |                                                           |
| 9078  | V. N. Gaia (Lavadores) ⟲                                                         | Coimbrões                    |                                                           |
| 9079  | V. N. Gaia (Lavadores) ⟲                                                         | Coimbrões                    |                                                           |
| 9080  | V. N. Gaia (Póvoa de Baixo) ⇆ V. N. Gaia (Aguda)                                 |                              |                                                           |
| 9081  | V. N. Gaia (Canelas de Cima) ⇆ V. N. Gaia (Estação D. João II)                   |                              |                                                           |
| 9082  | V. N. Gaia (Serzedo) ⇆ V. N. Gaia (Jardim do Morro)                              |                              |                                                           |
| 9083  | V. N. Gaia (Baiza) ⇆ V. N. Gaia (Estação D. João II)                             |                              |                                                           |
| 9084  | V. N. Gaia (Escolas do Olival) ⟲                                                 |                              |                                                           |
| 9085  | V. N. Gaia (Póvoa de Grijó) ⇆ V. N. Gaia (Jardim do Morro)                       |                              |                                                           |
| 9086  | V. N. Gaia (Esc. Canelas) ⇆ V. N. Gaia (Jardim do Morro)                         |                              |                                                           |
| 9501  | Espinho (Estação Vouga) ⟲                                                        | Anta                         |                                                           |
| 9502  | Espinho (Estação Vouga) ⟲                                                        | Silvalde                     |                                                           |
| 9503  | Espinho (Estação Vouga) ⟲                                                        | Silvalde                     |                                                           |
| 9504  | Espinho (Centro Escolar de Anta) ⇆ Espinho (Estação Vouga)                       |                              |                                                           |
| 9505  | Espinho (Estação Vouga) ⇆ V. N. Gaia (Feira dos Carvalhos)                       |                              |                                                           |
| 9506  | Ovar (Praia de Esmoriz) ⇆ Espinho (Estação Vouga)                                |                              |                                                           |
| 9507  | Espinho (Guetim) ⇆ Espinho (Estação Vouga)                                       | Lameiro                      |                                                           |
| 9508  | S. M. Feira (Apeadeiro Lapa) ⇆ Espinho (Estação Vouga)                           |                              |                                                           |
| 9509  | Espinho (Praia de Paramos) ⇆ Espinho (Estação Vouga)                             |                              |                                                           |
| 9510  | Espinho (Estação Vouga) ⇆ V. N. Gaia (Feira dos Carvalhos)                       | Sermonde                     |                                                           |
| 9511  | Espinho (Estação Vouga) ⇆ Porto (Estação Campanhã)                               | A29                          |                                                           |

## Ligações Externas
- Site oficial da UNIR
- Site oficial do cartão Andante

1. 1 2  Silva, Jaime (7 de dezembro de 2023). «Saiba mais sobre a Unir, a nova rede de autocarros do Grande Porto - JPN». JPN - JornalismoPortoNet. JornalismoPortoNet. Consultado em 24 de fevereiro de 2024. Cópia arquivada em 24 de fevereiro de 2024
2. ↑  Lusa (24 de março de 2023). «Os transportes públicos metropolitanos do Porto têm nova marca e novo design». PÚBLICO. Consultado em 24 de fevereiro de 2024. Cópia arquivada em 24 de fevereiro de 2024
3. ↑  Lusa (30 de junho de 2023). «AMP aponta entrada da nova rede metropolitana de autocarros para Outubro». PÚBLICO. Consultado em 24 de fevereiro de 2024
4. ↑  «"É uma vergonha, está tudo mal organizado" nos autocarros Unir». Jornal de Notícias. 1 de dezembro de 2023. Consultado em 2 de março de 2025. Cópia arquivada em 17 de dezembro de 2023
5. ↑  «Rede UNIR em Matosinhos». Vianorbus. 2 de março de 2025. Consultado em 2 de março de 2025. Cópia arquivada em 21 de janeiro de 2024
6. ↑  «Nova Oferta a Partir de dia 13 de Janeiro». Vianorbus. 13 de janeiro de 2025. Consultado em 2 de março de 2025. Cópia arquivada em 8 de janeiro de 2025
7. ↑  UNIRmap @paragens.amp.pt